# Stjärnboské

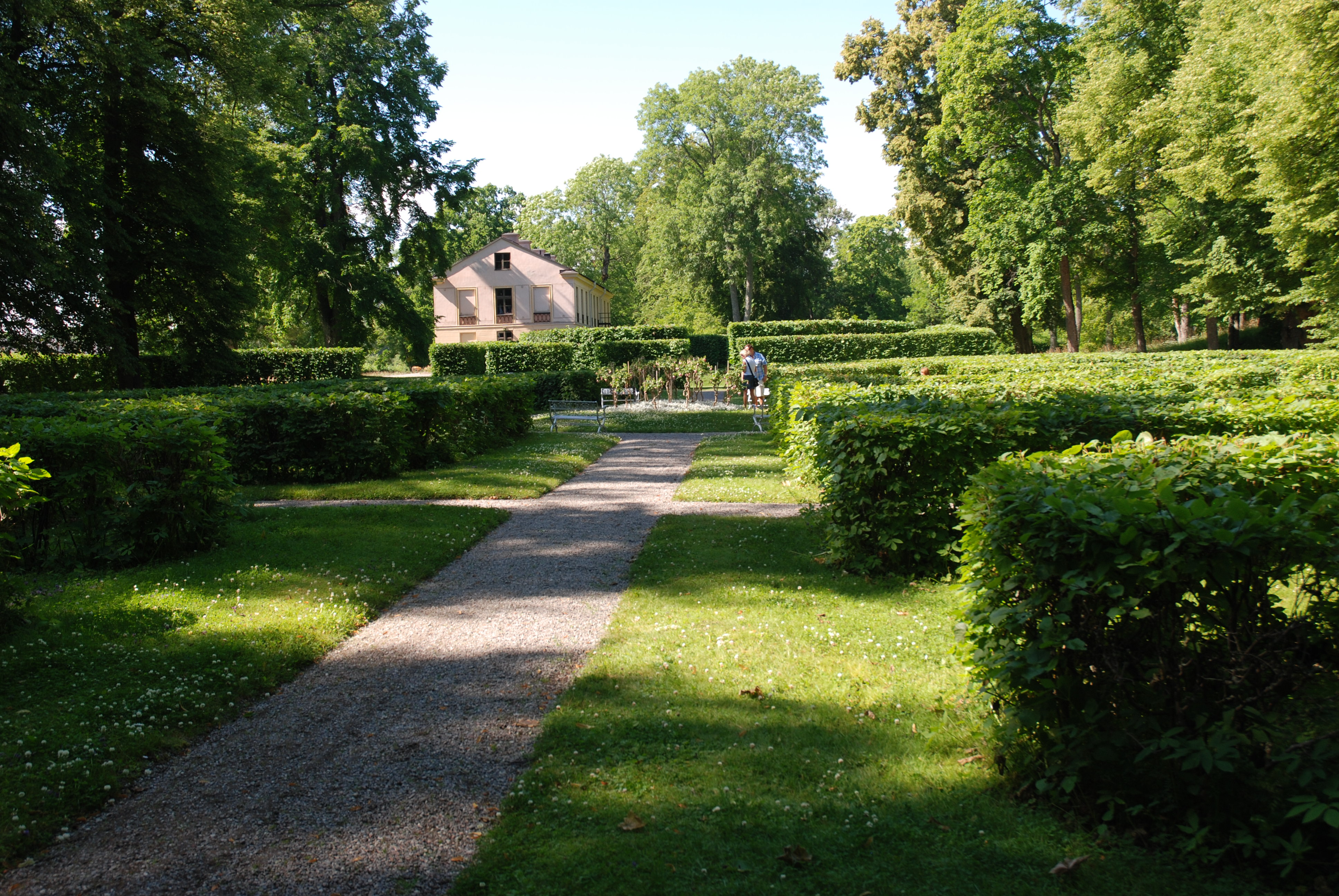
Stjärnboské i Tullgarns slottsträdgård med en fuchsiaplantering i mitten.

Stjärnboské är en anläggningsdetalj i en barockträdgård med trädhäckomslutna gångar i en kvadrat eller rektangel med en rundel i mitten, smyckad med blommor eller på annat sätt. 
Stjärnboskéer och andra boskéer var vanliga i slottsträdgårdar i barockstil i europeiska länder under senare delen av 1600-talet och under 1700-talet. Inspiration och ursprung var barockens trädgårdskonst i Frankrike.

## Sverige
En välbevarad stjärnboské , "Fransyskan", finns i trädgården till Tullgarns slott, anlagd under andra hälften av 1700-talet på prins Fredrik Adolfs tid. Rundeln ligger i denna i en rektangel med häckar av flera trädslag, bland annat lind, alm, lönn, ask, rönn och syrén.
I trädgården till Svartsjö slott finns fragment kvar av en stor stjärnboské, som var anlagd mellan slottet, vallgraven och köksträdgården. Denna trädgård anlades efter en grundplan från 1771 av Carl Fredrik Adelcrantz.
I Drottningholms slottspark finns rester av en stjärnboské i fonden av barockträdgården, mellan de övriga boskéerna och Munckens kulle.
Även i grundplanerna för Ekolsunds slottspark, av Jean de la Vallée omkring 1652 samt 1654, och i reviderad form av Nicodemus Tessin d.ä. från 1667, fanns en stjärnboské. I genomförandet placerades den i östra delen av den södra boskén, söder om trädgårdens centralaxel med parterren. Större delen av slottsträdgården är idag byggnadsminne, men trädgården har i sin nuvarande form ingen stjärnboské.